# Засульська сільська рада (Лубенський район)
Засульська сільська рада — колишній орган місцевого самоврядування у Лубенському районі Полтавської області з центром у c. Засулля.

## Населені пункти
Сільраді були підпорядковані населені пункти:
- c. Засулля
- c. Солониця

## Населення
Згідно з переписом УРСР 1989 року чисельність наявного населення сільської ради становила 5836 осіб, з яких 2667 чоловіків та 3169 жінок.
За переписом населення України 2001 року в сільській раді мешкало 5518 осіб.

### Мова
Розподіл населення за рідною мовою за даними перепису 2001 року:
| Мова       | Відсоток |
| ---------- | -------- |
| українська | 96,39 %  |
| російська  | 3,25 %   |
| білоруська | 0,18 %   |
| циганська  | 0,04 %   |
| гагаузька  | 0,02 %   |
| молдовська | 0,02 %   |
| німецька   | 0,02 %   |